# John Young Johnstone

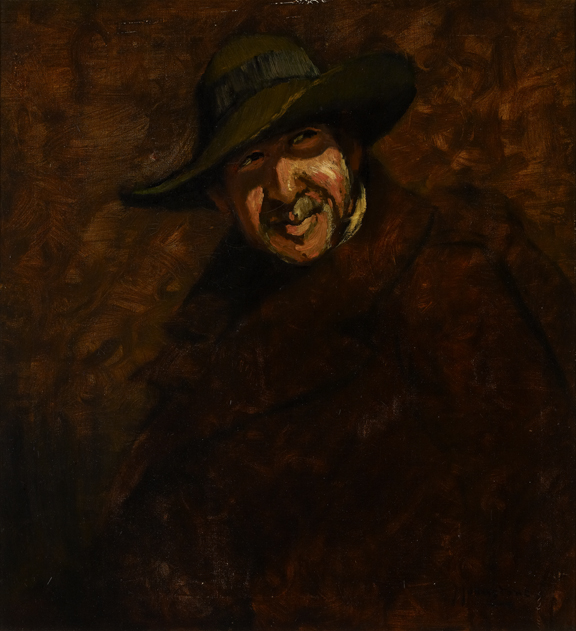
Selbstporträt, ca. 1921. Robert McLaughlin Gallery, Oshawa, Ontario

John Young Johnstone (* 12. November 1887 in Montreal, Québec; † 13. Februar 1930 in Havanna, Kuba) war ein kanadischer Maler des Impressionismus, bekannt für seine Darstellungen des städtischen und ländlichen Lebens in Québec sowie Szenen aus Montreals Chinatown.

## Leben

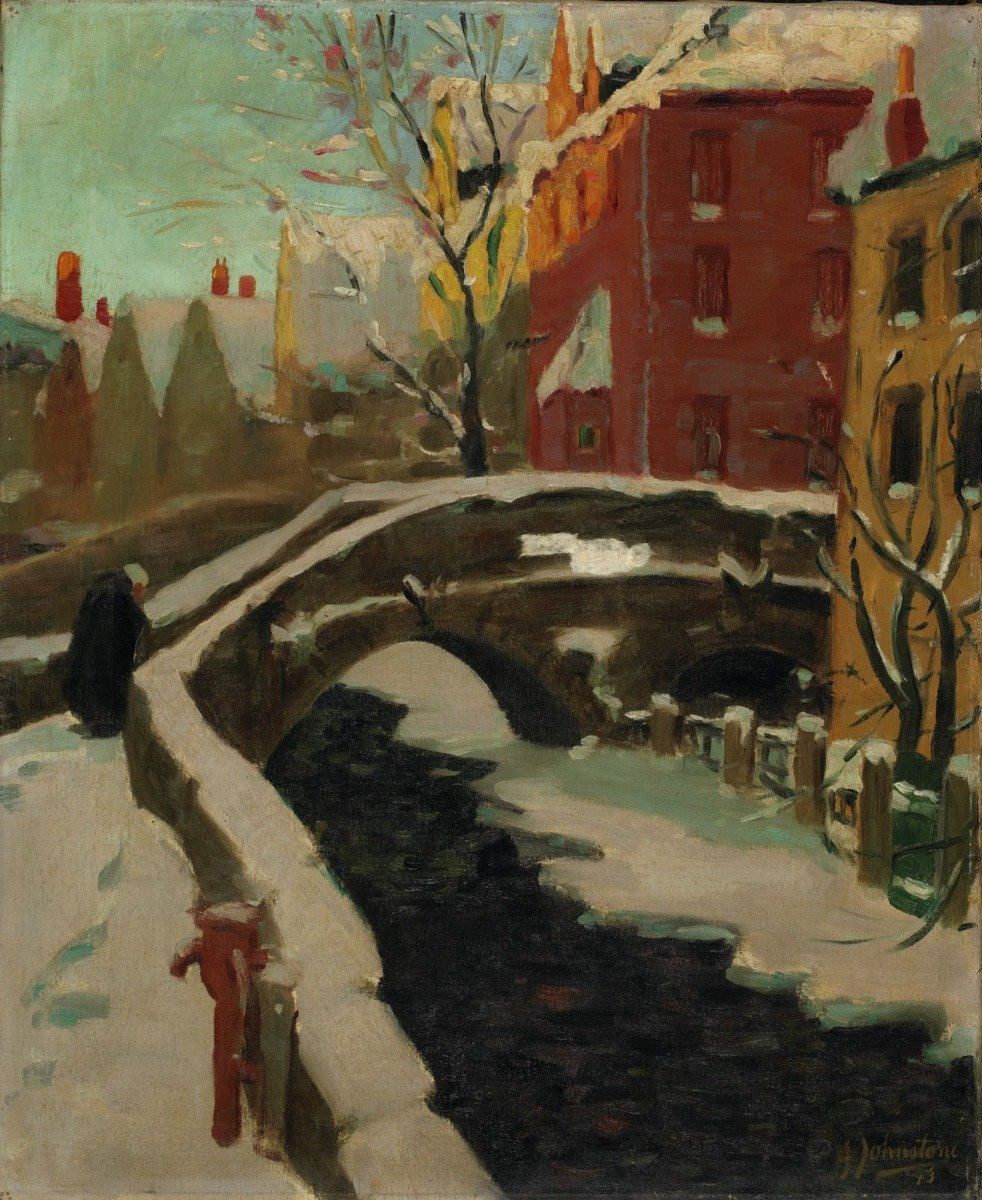
Augustijnenrei (Quai des Augustins / Augustiner-Gracht) in Brügge, 1915. National Gallery of Canada, Ottawa

John Young Johnstone studierte von 1905 bis 1910 bei William Brymner an der Art Association of Montreal und setzte seine Ausbildung von 1911 bis 1915 an der Académie de la Grande Chaumière in Paris fort, wo er unter anderem bei Lucien Simon und Émile-René Ménard studierte. In Paris teilte er sich ein Atelier mit Adrien Hébert und schuf zahlreiche impressionistische Stadtansichten und Landschaften in Frankreich, der Schweiz und Belgien. 
Nach seiner Rückkehr nach Kanada konzentrierte sich John Young Johnstone auf Alltagsszenen in Québec. Seine Werke wurden gut aufgenommen und er stellte regelmäßig in den Frühjahrsausstellungen der Art Association of Montreal bis 1925 und in der Royal Canadian Academy of Arts von 1918 bis 1923 aus, die ihn 1920 zum assoziierten Mitglied ernannte. 
1921 erbte er ein Stadthaus in der University Street in Montreal, das er in ein Atelier umwandelte. Johnstone war Mitglied der Beaver Hall Group, die 1921 ihre erste Ausstellung hatte, des Pen and Pencil Club of Montreal und des Arts Club of Montreal. 
Neben seiner künstlerischen Tätigkeit unterrichtete John Young Johnstone von 1918 bis 1928 am Conseil des arts et manufactures im Monument-National sowie an verschiedenen Kunstschulen. 1928 wird er aus dem Arts Club of Montreal ausgeschlossen. 
1930 siedelte John Young Johnstone nach Kuba über, wo er sechs Wochen später in Havanna starb. Die Umstände seines Todes sind unklar; einige Quellen sprechen von einer kurzen Krankheit, andere von einem Duell. 

## Werk
John Young Johnstone ist vor allem für seine Landschaften, Stadtansichten und Porträts bekannt. Aufgrund der relativ kurzen Zeit, in der er aktiv malte, sind Johnstones Werke relativ selten, und über sein Leben ist wenig bekannt. Sein Malstil wurde als eine Mischung aus vereinfachtem Realismus und impressionistischen Einflüssen beschrieben. Sein Werk lässt sich in zwei Perioden einteilen, die sich teilweise überschneiden. Seine frühere Periode, die von 1911 bis 1915 dauerte, zeigt einen strukturierteren und farbenfroheren Stil. In dieser Zeit verwendet er eine Reihe von Techniken, die von den Impressionisten beeinflusst sind. Seine spätere Periode ab 1916 ist durch eine gedämpfte Farbpalette und eine Melancholie gekennzeichnet, die sich auch in seinem Privatleben widerspiegelt. Während er weiterhin impressionistische Einflüsse zeigt, bringt er auch seine eigene Sichtweise in seine Themen ein.